# Kenneth Jensen (håndboldtræner)
 Der er flere personer med dette navn, se Kenneth Jensen.
Kenneth Jensen er en dansk håndboldtræner, der var cheftræner i FC Midtjylland Håndbold i perioden fra Ole Damgaard, under hvem han var assistenttræner, blev fyret i 2007 og indtil han selv blev fyret i juni 2011. Han havde ellers kontrakt med klubben frem til 1. juli 2012. 